# Chiesa di Sant'Anna (Bergamo)
La chiesa di Sant'Anna è il principale luogo di culto cattolico di Borgo Palazzo, quartiere di Bergamo; fa parte del vicariato urbano est della diocesi di Bergamo.

## Storia
L'antica chiesa intitolata a sant'Anna fu edificata nel 1613 di piccole proporzioni, e del corso dei XVIII e XIX secolo, fu oggetto di ampliamento e di una completa ricostruzione. 
Fu visitata del vescovo di Bergamo Giovanni Paolo Dolfin e dagli atti si evince che era sussidiaria della chiesa di Sant'Alessandro della Croce indicata come oratorio.  La completa ricostruzione fu realizzata su progetto di Giuseppe Berlendis nel 1840 grazie al contributo di monsignor Alessandro Noli. La posa della prima pietra fu benedetta dal vescovo Carlo Gritti Morlacchi il 3 aprile 1841. La nuova chiesa fu consacrata dal vescovo di Bergamo Pietro Luigi Speranza nel 1856 e fu elevata alla dignità di parrocchiale nel 1859 dsemembrandosi dalla basilica di Sant'Alessandro in Colonna, intitolata a sant'Anna madre di Maria Vergine, inserita nel 1861 come parrocchia urbana.
Con decreto del 27 maggio 1979 del vescovo Giulio Oggioni la chiesa fu inserita nel vicariato locale urbano est. Sussidiaria della chiesa è il piccolo santuario della Beata Vergine della Neve edificato nel 1633 quale voto degli abitanti del borgo come ringraziamento alla Madonna.

## Descrizione

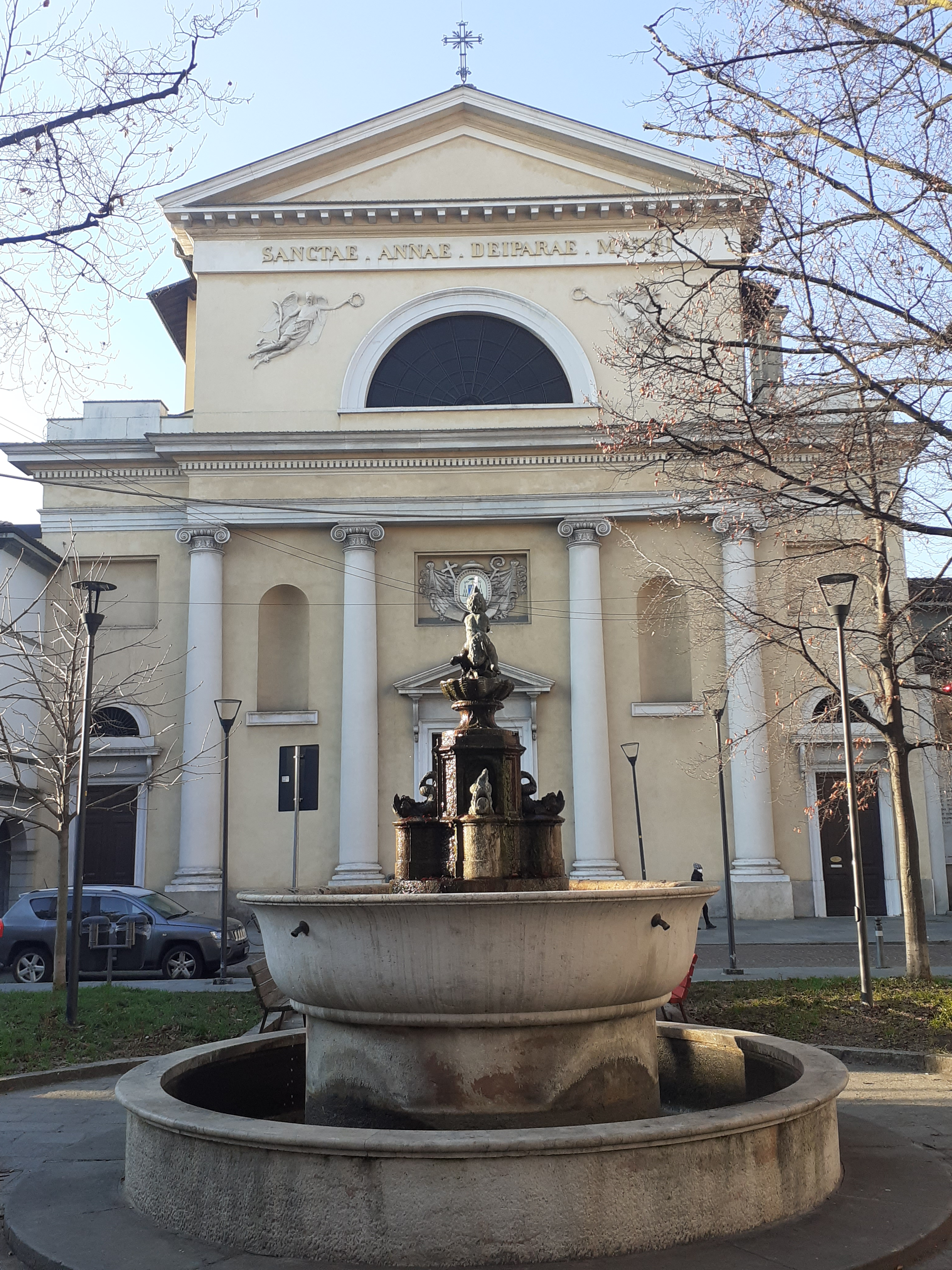
facciata e fontana

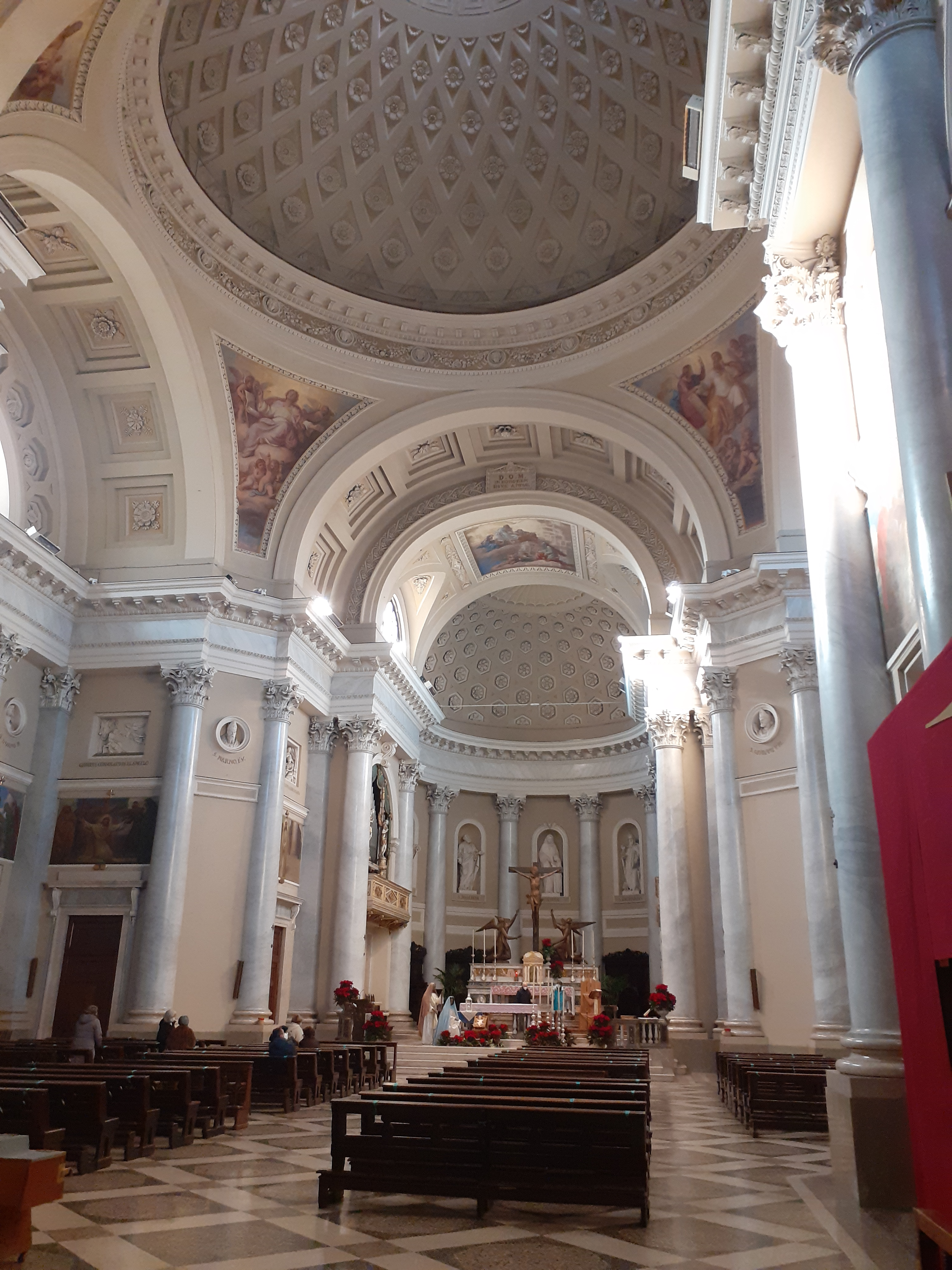
interni

### Esterno
L'esterno dell'edificio di culto è tra le più belle testimonianze in stile neoclassico della diocesi di Bergamo, ed è posta sulla piazza a cui dà il nome. Il portale bronzeo è opera del 1937 dello scultore Attilio Nani. La facciata si presenta composta su due ordini sovrapposti. L'ordine inferiore è diviso da colonne addossate alle pareti complete di basamento in marmo e capitelli d'ordine ionico che reggono il cornicione marcapiano. Centrale l'ingresso principale con il portale in marmo di Zandobbio con timpano triangolare sorretto da mensole. La parte è completa di bassorilievo in pietra con raffigurato lo stemma vescovile. Due ingressi di minor misura sono posti nelle sezioni laterali, con due nicchie vuote. Nell'ordine superiore vi è la finestra rettangolare atta a illuminare l'aula completa di due angeli scolpiti in pietra che reggono la scritta dove è posta l'intitolazione della chiesa.
La torre campanaria è posta sul lato destro della chiesa e fu progettata da Giovanni Donati e dall'ingegnere Ernesto Caffi. Il primo concerto di campane fu posto nel 1899 fuse dalla ditta Giorgio Pruneri, concerto che fu integrato nel 1954 con le campane fuse dalla ditta Barigozzi.

### Interno
L'interno della chiesa a croce latina conserva opere di particolare interesse artistico. 
La pavimentazione dell'unica navata fu eseguita da Vincenzo Croato nel 1853, ristrutturato e ripavimentato nel 1984 riproponendo l'originale progetto. A sinistra della prima campata vi è il fonte battesimale con opere in rame eseguite nel 1964 da Giuseppe Guerinoni, mentre il dipinto è opera di Giovan Battista Epis raffigurante il Battesimo di Gesù del 1858.
La seconda campata presente l'altare dedicato a san Luigi opera di Fabiano Rusconi del 1855. Nel transetto vi sono due state in gesso di Giuseppe Siccardi del 1935 raffigurante san Vincenzo de Paoli e san Gregorio Barbarino, e l'altare dedicato alla Madonna realizzato da Giuseppe Zini nel 1855 che conserva l'urna di san Floriano donata dal papa Pio IX nel 1851. Il dipinto dell'Annunciazione è opera del 1750 di Giovanni Antonio Sanz. Sul lato destro vi sono l'altare di sant'Anna di Giovanni Fossati, con la statua di Giuseppe Riva del 1855, mentre i pinnacoli del transetto sono opera di Giacomo Gritti del 1853.
La zona presbiteriale conserva l'altare maggiore opera di Andrea Galletti, mentre la porta del tabernacolo raffigurante il Sacrificio di Melchisedech è lavoro di Carlo Mendozza, mentre Elia Ajolfi realizzò nel 1964 il crocifisso e gli angeli. Il presbiterio termina con il coro proveniente dalla chiesa del Galgario. L'organo è importante lavoro dei fratelli Serassi del 1857. Il presbiterio conserva le statue di Abramo e Davide di Luigi Pagani e San Gioacchino e Zaccaria di Giacchino Amigoni, mentre la statua di sant'Anna posto al centro del coro è di Alessandro Vergi. Nel 1968 fu realizzato l'altare seguendo l'ordinamento del concilio Vaticano II opera della ditta Camana. L'ambone è lavoro della seconda metà del Novecento di Elia Ajolfi.
La navata conserva opere di Giovanni Battista Galizzi del 1934 raffigurante la Via Crucis. Mentre la tela posta sul sarcofago del primo parroco monsignor Alessandro Noli vi è del 1934 del Galizzi. Alcune opere provengono dall'originaria chiesa come la Crocifissione e la tela di san Giovanni Nepomuceno di Francesco Capella.